# Afro-Iraniens
Les Afro-Iraniens, Iraniens noirs ou Siya (en persan : سیاه siyah ou bambasi) sont des Iraniens ayant des origines africaines subsahariennes. Ils constituent entre 10% et 15% de la population du sud du pays, et sont principalement localisés dans les provinces du Hormozagan, du Sistan, du  Baluchistan, du Bouchehr et du Khouzistan.
Leur histoire remonte à la pratique tardive de l’esclavage sur les côtes du golfe d’Oman, du XVIIIe au XXe siècle.

## Dénomination
L'expression Afro-Iraniens est d'invention récente et historiquement inutilisée.
Traditionnellement, ce groupe ethnique est appelé Siyah en farsi ou Bambasi. Le terme siyah (noir) est adjectif décrivant une variété de personnes, allant des habitants du Baloutchistan à ceux d'autres régions du sous-continent. L'association croissante des Africains de l'Est avec l'esclavage a transformé le terme "Noir" en un nom désignant spécifiquement les Africains de l'Est réduits en esclavage.

## Histoire
La majorité des Afro-Iraniens sont arrivés en Iran par le biais de la traite des esclaves dans l'océan Indien, une route commerciale entre l'Afrique de l'Est et le Moyen-Orient, dominée par les marchands afro-arabes à partir du IXe siècle. En raison de la dispersion des esclaves dans tout le Moyen-Orient et le sous-continent, pratiquement tous les pays bordant le golfe Persique ont un héritage d'esclavage et de population africaine, comme les Afro-Irakiens, les Afro-Pakistanais, les Afro-Koweïtiens, les Afro-Omanais, les Afro-Saoudiens, etc.
La traite des esclaves dans l'océan Indien était multidirectionnelle et a changé au fil du temps. Pour répondre à la demande en esclave, les Noirs réduits en esclavage, capturés par des marchands d'esclaves arabes sont vendus en grand nombre au fil des siècles dans tout le Moyen-Orient jusqu'à l'Extrême-Orient, en passant par les îles de l'océan Indien et l'Éthiopie. D'autres sont venus en tant qu'immigrants au cours de plusieurs millénaires ou ammenés par des marchands d'esclaves portugais qui occupaient la plupart des ports du détroit d'Ormuz comme Bandar Abbas, l'Île d'Ormuz et l'île de Qechm dans le sud de l'Iran au début du XVIe siècle,.
Pendant le règne des Kadjars, de nombreux ménages riches ont importé des femmes et des enfants noirs africains pour effectuer des travaux domestiques aux côtés d'esclaves circassiens et d'Europe de l'Est. Ces esclaves domestiques étaient largement originaire de la côte swahilie,. Sous la pression britannique, Mohammad Chah Qadjar a publié un firman rendant le commerce des esclaves illégal en 1848.
La musique du genre bandari a une forte influence de la communauté afro-iranienne.
Saeid Shanbehzadeh est un chanteur iranien noir qui perpétue l'héritage subsaharien dans son pays. Son dernier album Pour-Afrigha (Descendant d'Afrique)* est un double hommage à ses racines africaines maternelles et afro-baloutches du côté de son père.

## Militance et revalorisation identitaire et culturelle
Un collectif du nom de Collective for Black Iranians (collectif pour les Iraniens noirs) est lancé par des Iraniens noirs. Son objectif est, d'après ses membres, que leur groupe ethnique soit vu, entendu et compris. Après l'influence grandissante du mouvement Black Lives Matter à la suite de la mort de George Floyd, le collectif a tweeté un post à succès : « Nous faisons partie de la tapisserie de ce que signifie être iranien. Si vous regardez attentivement, vous nous verrez » (en anglais : We are part of the tapestry of what it means to be Iranian. If you look closely, you will see us, en persan : ما هم بخشی از نقش و نگار گونه‌گون ایرانی هستیم. اگر دقیق تر نگاه کنید، ما را می بینید),.
Des militants tels que Alex E. Eskandarkhah expliquent qu'un point de départ important est de récupérer le terme "Siyah" - qui signifie "Noir" en persan et a une connotation négative - pour en faire une définition positive et libératrice pour les Noirs et les Afro-Iraniens. Mais le collectif respecte également la diversité des expériences liées à la négritude, c'est pourquoi il mentionne à la fois l'utilisation de l'iranien noir et de l'afro-iranien dans son travail. Il s'agit de tenir compte de la diversité des modes d'identification des Iraniens d'origine africaine. Le deuxième point de départ qu'il souligne est la nécessité de mettre en évidence l'"effacement" délibéré de la façon dont les Noirs ont fini par arriver en Iran : "Vous bouleversez les croyances des gens sur l'histoire, et nous sommes là pour reconstituer les puzzles afin que cela ait un sens. Aujourd'hui, certains Iraniens pensent que les Noirs du sud du pays sont noirs à cause du soleil, par exemple. Grâce au travail de notre historien résident, il semble y avoir une tendance à l'effacement intentionnel de l'histoire des Noirs parce qu'ils ne voulaient pas "voir la race". C'était contre-intuitif parce que cela effaçait l'histoire de la façon dont nous, les Noirs, nous sommes retrouvés en Iran, certains par migration forcée et d'autres par migration choisie.
Pour l'auteure historienne Beeta Baghoolizadeh, la négligence de la plupart des Iraniens à l'égard des Afro-Iraniens s'explique par un certain nombre de facteurs, dont la plupart découlent du mythe aryen. Le mythe aryen a effectivement blanchi l'histoire de l'Iran, amenant de nombreuses personnes à croire que les vrais Iraniens n'ont que la peau claire et que l'Iran n'a jamais pratiqué l'esclavage. En outre, le manque de présence des Afro-Iraniens dans les médias renforce les idées préconçues sur les Africains en Iran, à savoir qu'ils n'existent tout simplement pas.

## Afro-Iraniens auXIXeetXXesiècles

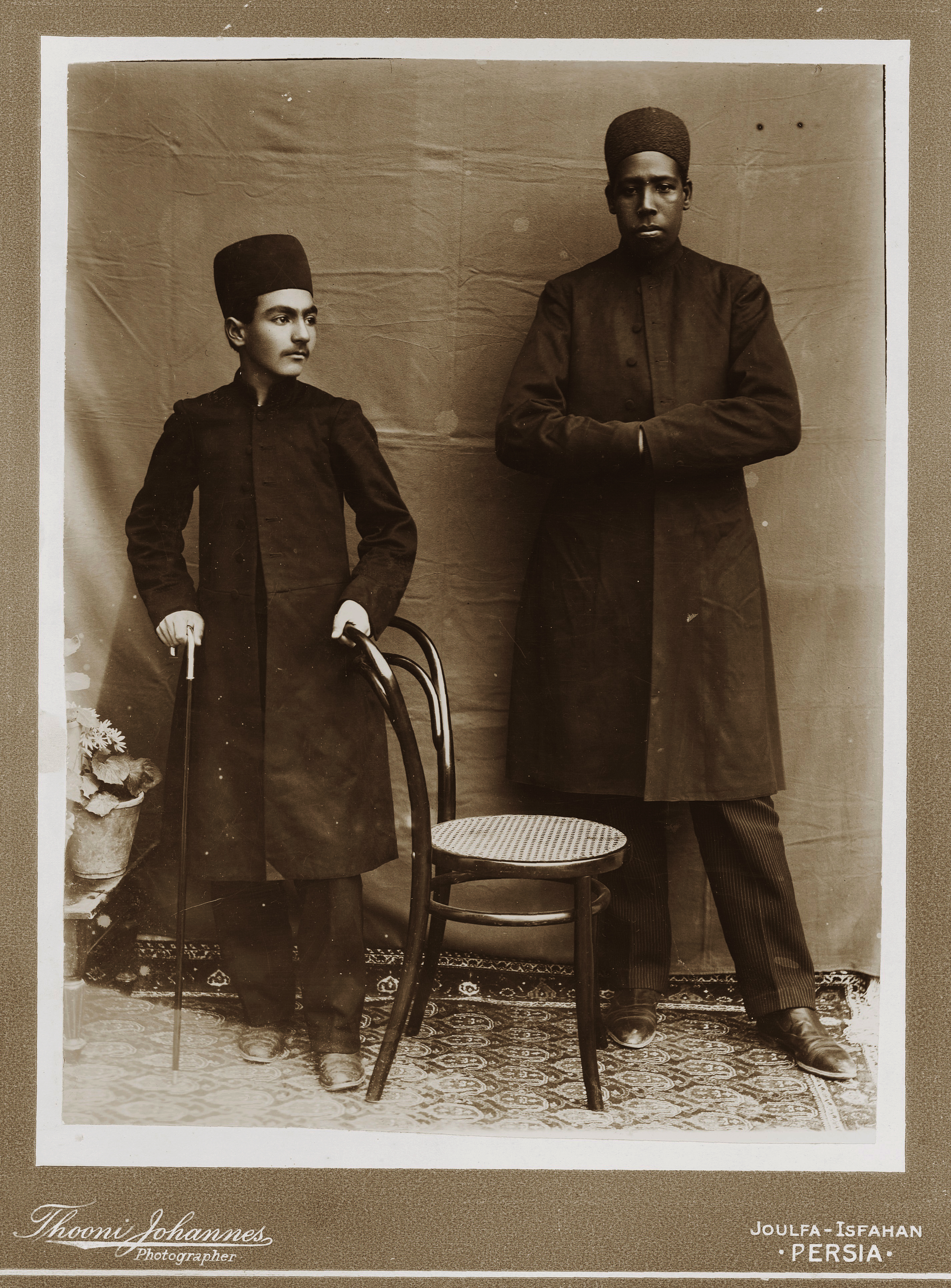
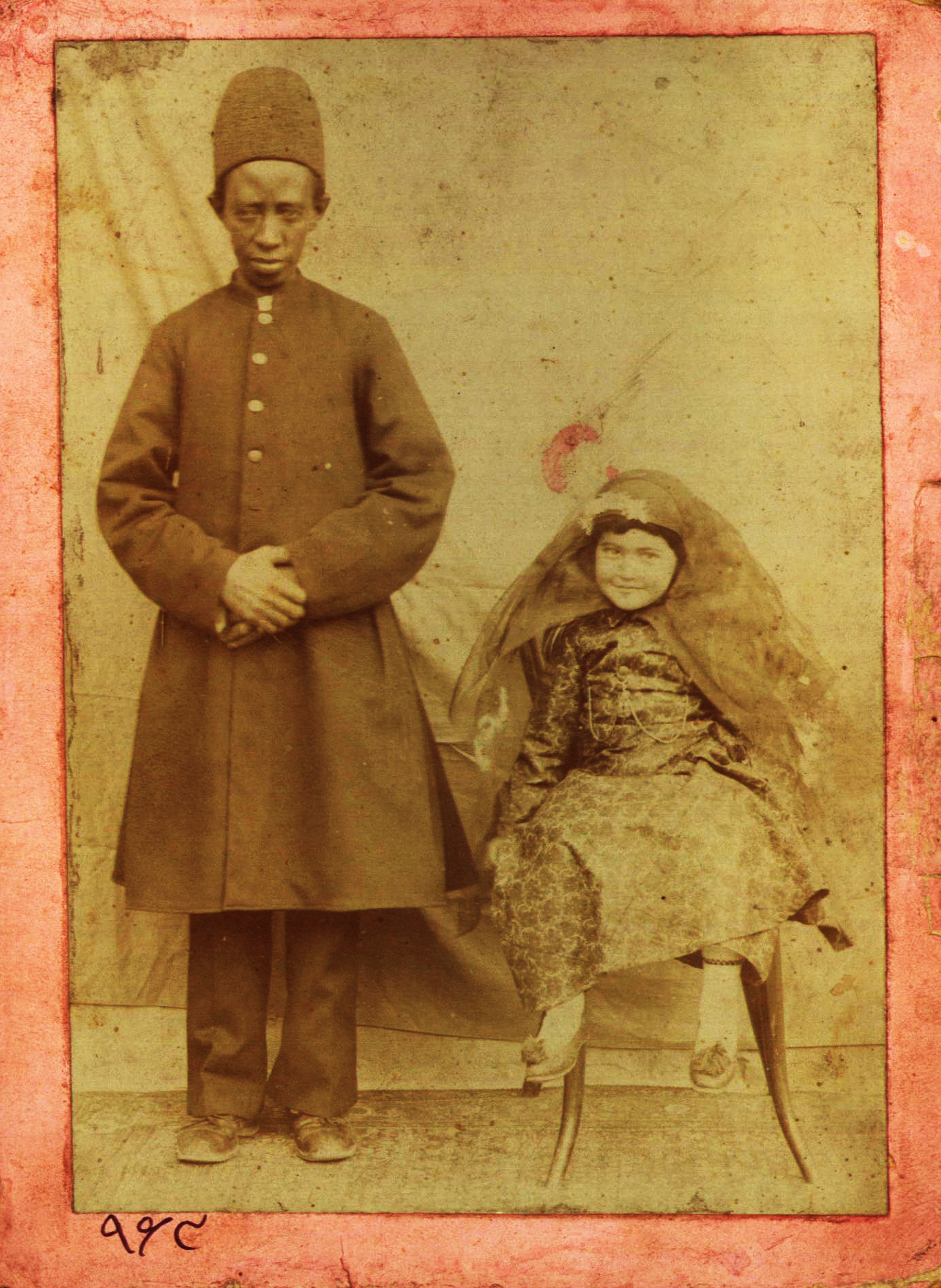
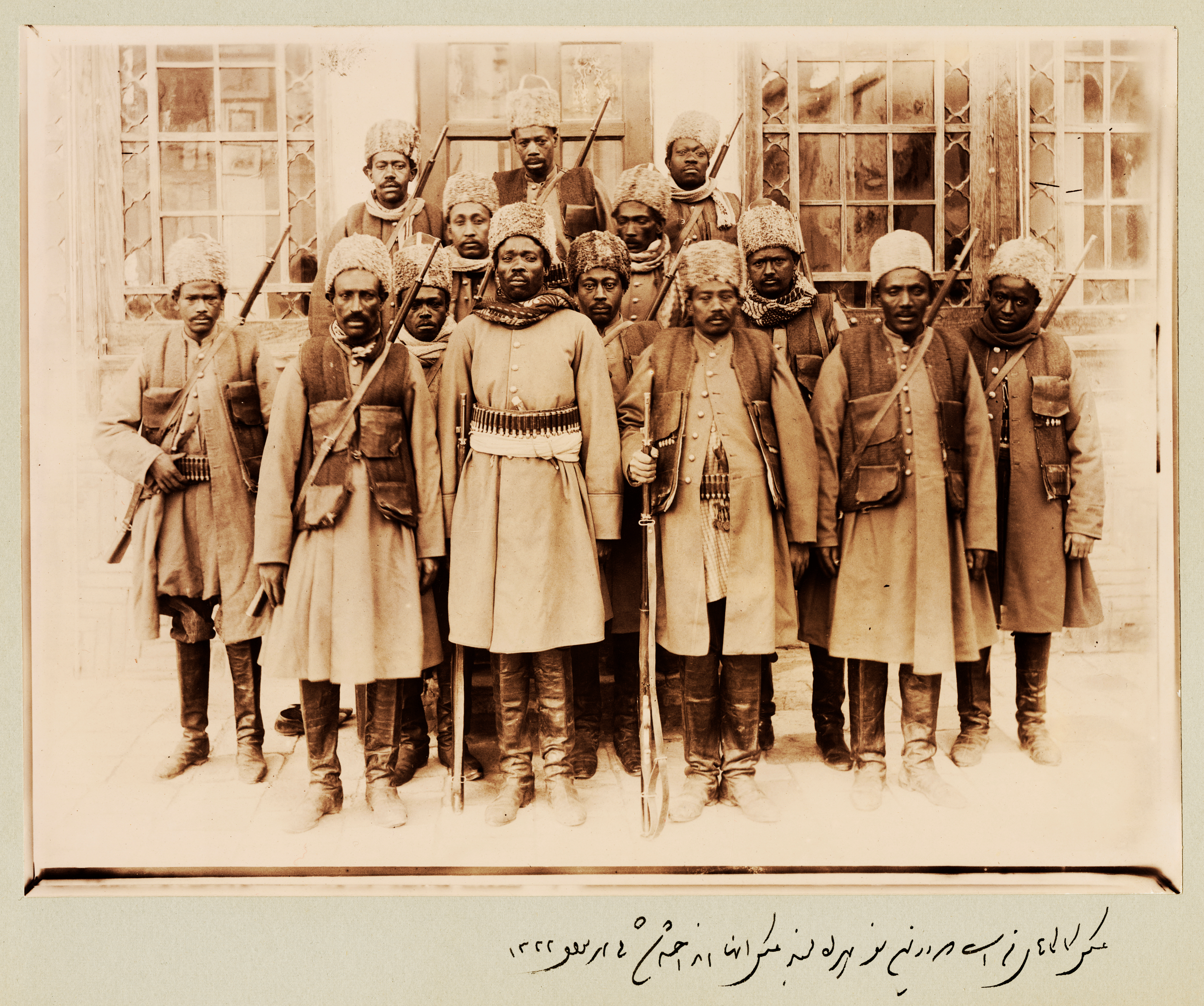
Les esclaves non eunuques étaient parfois affectés aux armées d’élites Qajar. Les 14 escaves sur cette photo appartenaient au prince Zell-e-Sultan de Qajar, Ghameshlou, Isfahan, 1904[15].
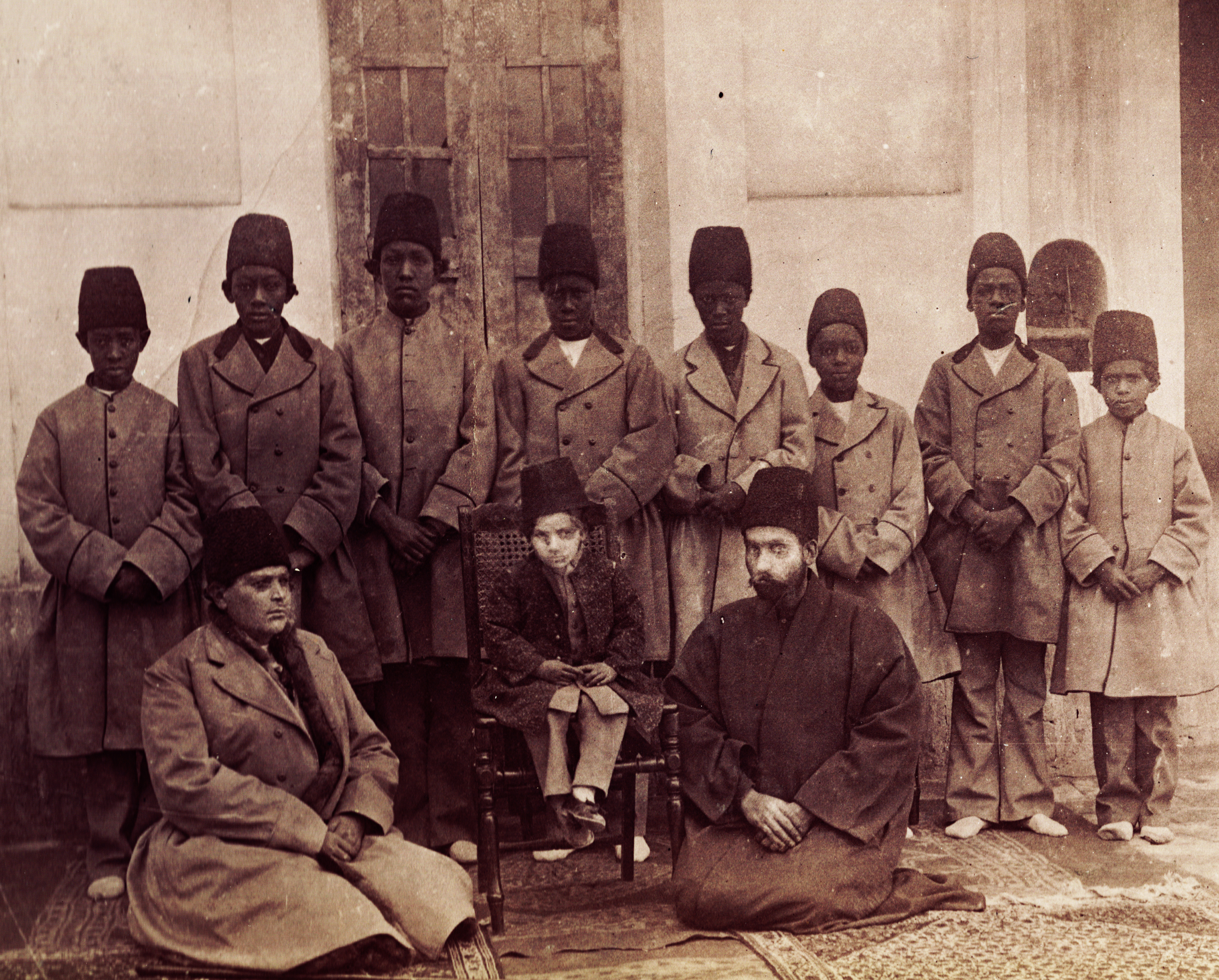
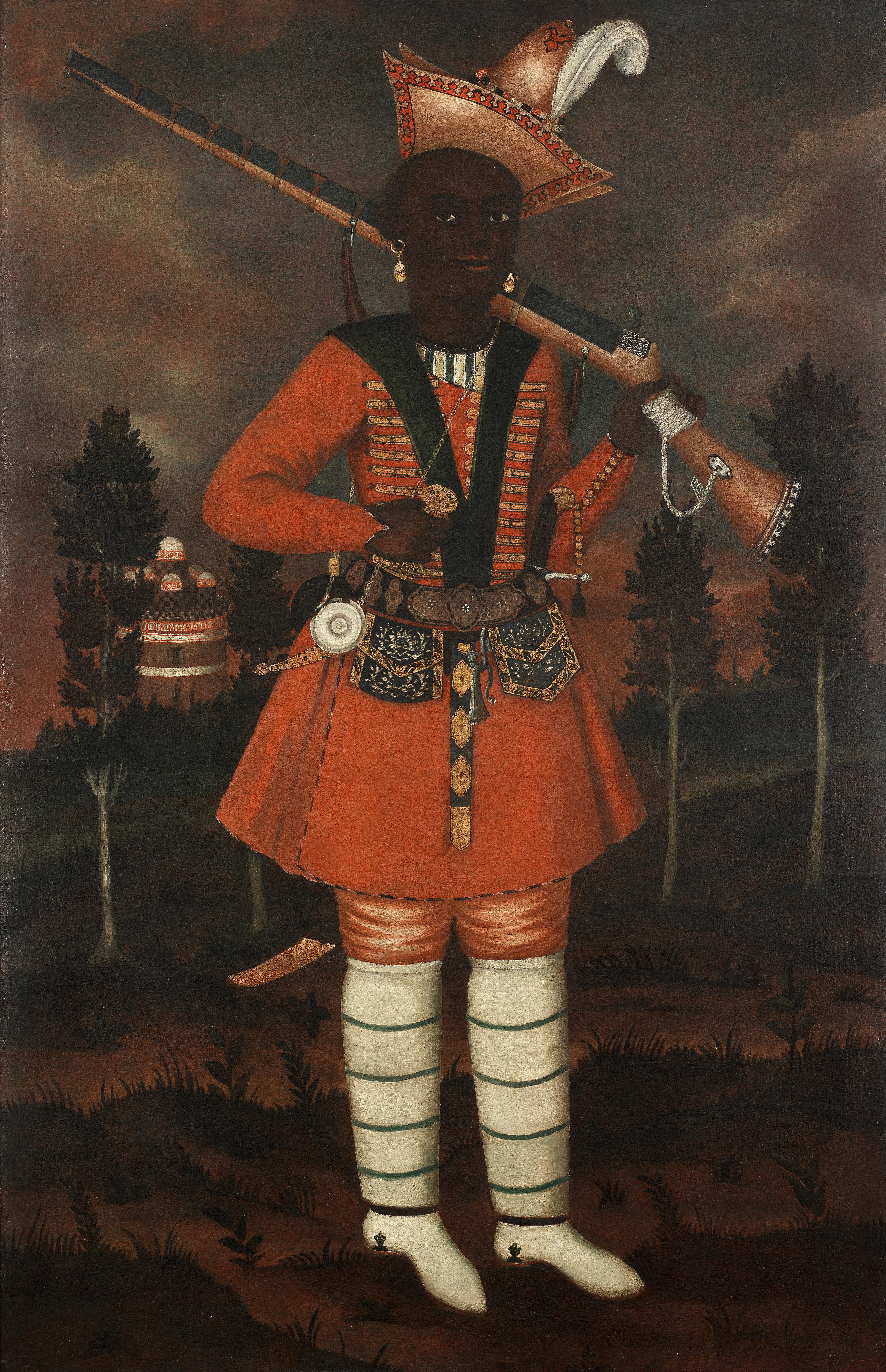

## Afro-Iraniens de nos jours

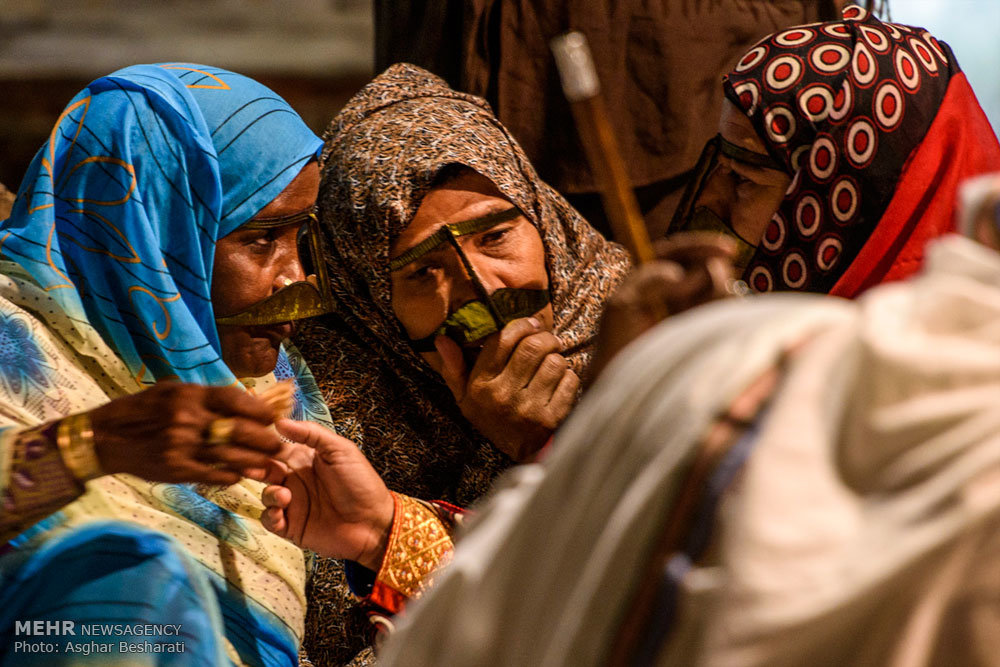
Rituel du Zār en 2016.
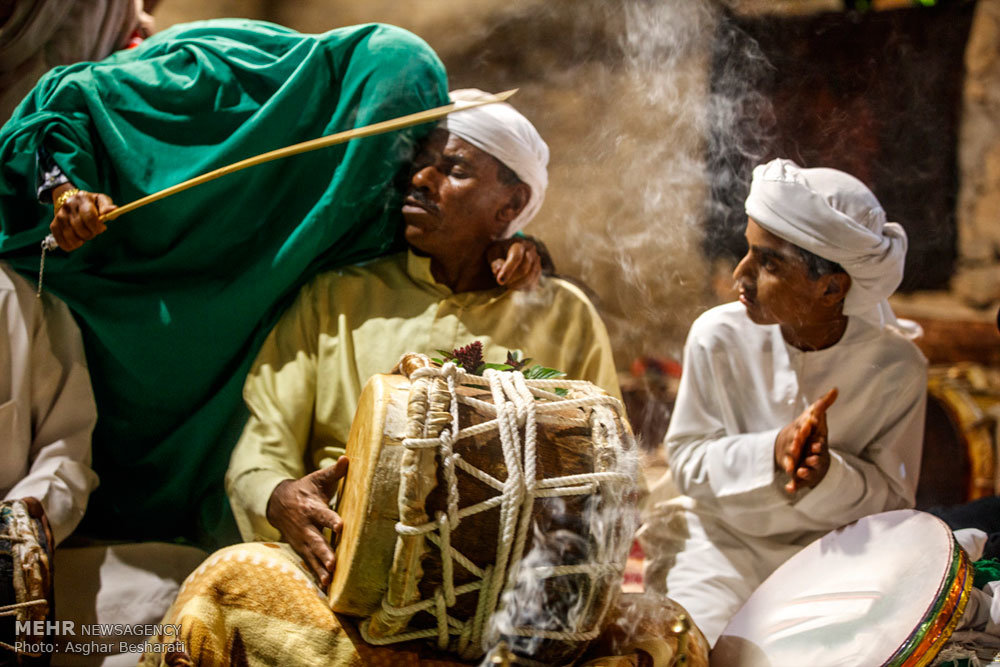
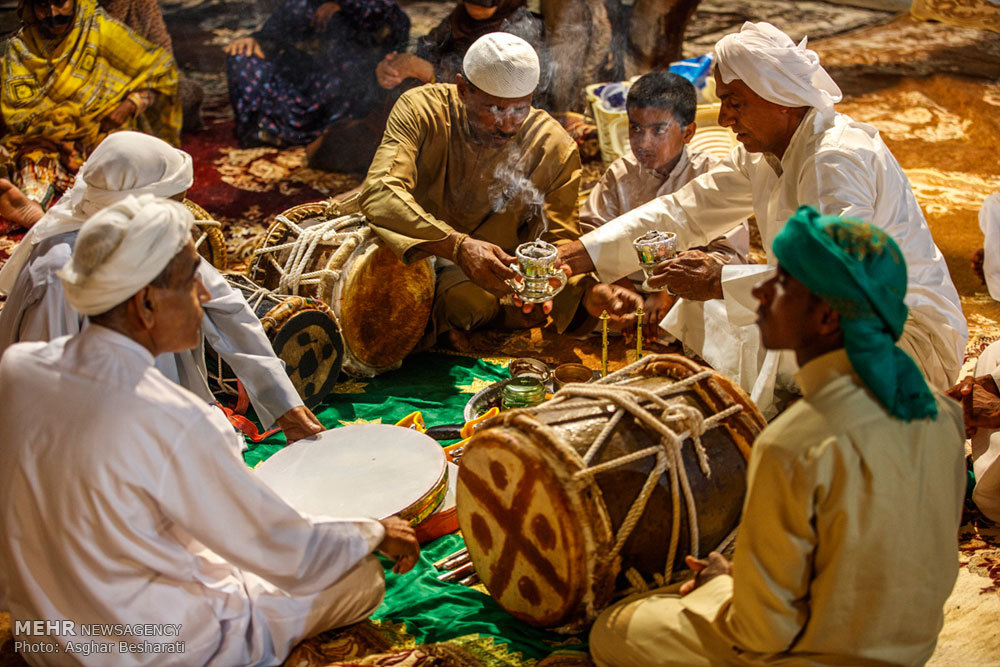